# ويليمينا فليمنغ
كانت ويليمينا باتون ستيفينس فليمنغ (8 مايو، 1857 – 21 مايو، 1911) عالمة فلك إسكتلندية. خلال مسيرتها المهنية، ساعدت على تطوير نظام تعيين عام موحد للنجوم مشترك وفهرست آلاف النجوم والظواهر الفلكية الأخرى. من بين الإنجازات المهنية العديدة التي طورت علم الفلك، اشتُهرت فليمنغ في اكتشافها لسديم رأس الحصان في عام 1888.

## بداية حياتها
ولدت ويليمينا باتون ستيفينس في دوندي، اسكوتلندا في 15 مايو عام 1857، والديها ماري ووكر وروبرت ستيفينس، وهو نحّات وصائغ. هناك في عام 1877 تزوجت جيمس أور فليمنغ، مُحاسب وأرمل، أيضًا من دوندي. عملت كمدرسة لوقت قصير قبل أن تهاجر هي وزوجها إلى بوسطن، ماساتشوستس في الولايات المتحدة حين كانت بعمر الواحدة والعشرين. كان لهما ولد واحد، إدوارد بّي. فليمنغ.

## مسيرتها في مرصد كلية هارفرد
بعد أن هُجرت هي وابنها من قبل زوجها، عملت ويليمينا فليمنغ كخادمة في منزل البروفيسور إدوارد تشارلز بيكرنج، مدير مرصد جامعة هارفرد في ذلك الوقت. قيل بأن بيكرنج أصبح مُحبطًا بسبب أداء العاملين في المرصد وأفيد بأنه يتذمر بصوت عالٍ: «يمكن لخادمتي الإسكتلندية أن تعمل أفضل منكم!».
أوصت زوجة بيكرنج إليزابيث بويليمينا على أنها تملك مواهب تفوق مهارة الأمومة والجلوس في المنزل، وفي عام 1879 عينها بيكرنج لعمل إداري جزئي في المرصد. في عام 1881، دعا بيكرنج فليمنغ للانضمام بشكل رسمي إلى المرصد، وعلمها كيف تحلل الأطياف النجمية. أصبحت واحدة من الأعضاء المؤسسين لحواسيب هارفرد، وهو عبارة عن كادر نسائي من الحواسيب البشرية، عيّنهن بيكرنج لحساب التصنيفات الرياضية وتعديل منشورات المرصد.

### فهرس هنري درابر
في عام 1886، ماري آن درابر، أرملة عالم الفلك هنري درابر الثرية، بدأت بما يُسمى ذكرى هنري درابر لتمويل بحث المرصد. بناء على ذلك، بدأ المرصد بالعمل على فهرس هنري درابر الأول، وهو مشروع على المدى الطويل، هدفه الحصول على الطيف الضوئي لأكبر عدد ممكن من النجوم ولفهرسة وتصنيف النجوم حسب الأطياف.
استلمت فليمنغ زمام الأمور في مشروع فهرس درابر. حصل خلاف حول كيفية تصنيف النجوم بأفضل طريقة. بدأت نيتي فارار بالتحليل، لكنها تركت العمل بعد بضعة أشهر من أجل الزواج. دعت أنتونيا موري إلى القيام بمخطط تصنيفي مركب. لكن، أرادت فليمنغ أسلوب معالجة أبسط وأوضح.
ضمّت أحدث صور مرصد جامعة هارفرد أطيافًا مصورة للنجوم التي امتدت إلى النطاق فوق البنفسجي، مما سمح بتصنيفات أكثر دقة من تسجيل الأطياف يدويًا عن طريق جهاز خلال الليل. وضعت فليمنغ نظامًا لتصنيف النجوم وفقًا لنسبة الهيدروجين الملحوظ في طيف النجم، المعروف باسم نظام بيكرنج-فليمنغ. النجوم التي يتبين وجود الهيدروجين فيها كأكثر عنصر وفير، صُنفت A؛ النجوم التي يتبين وجود الهيدروجين فيها كثاني أكثر عنصر وفير هي من الصنف B؛ وهكذا.
لاحقًا، أعادت زميلتها آني جمب كانون ترتيب نظام التصنيف بناءً على درجة حرارة سطح النجوم، وهو ما يُعرف بنظام هارفرد لتصنيف النجوم الذي ما زال يُستخدم حتى اليوم.
نتيجة لسنين من العمل من قِبل فريقه الحاسوبي النسائي، نشر المرصد فهرس هنري درابر الأول عام 1890، فهرس يوجد فيه أكثر من 10,000 نجم مُصنف وفقًا لأطيافه. أنجزت فليمنغ غالبية هذه التصنيفات. جعلت فليمنغ العودة إلى ألواح التسجيل ومقارنتها أمرًا مُمكنًا، عن طريق تنظيم آلاف الصور باستخدام التلسكوب إلى جانب عوامل تعريفية أخرى. في عام 1898، عُيّنت أمينة الصور الفلكية في هارفرد، وكانت أول امرأة تحصل على هذا المنصب.

### اكتشافات بارزة
خلال مسيرتها المهنية، اكتشفت فليمنغ ما مجموعه 59 سديم غازي، وأكثر من 310 نجم متغير، و10 مستعرّات.
أبرز اكتشافاتها، في عام 1888، هي سديم رأس الحصان، على صفيحة تلسكوب-تصويرية صنعها دبليو.إتش. بيكرنغ، شقيق إدوارد بيكرنغ. وصفت السديم المضيء (الذي عُرف فيما بعد باسم IC 434) بأنه يملك «فراغ نصف دائرة 5 دقائق بقطر 30 دقيقة جنوب حزام النطاق(الجبار)». أهملت الكتب المختصة بهذا المجال إعطاء الفضل لفليمنغ على اكتشافها. أغفل فهرس دراير الأول اسم فليمنغ من لائحة المساهمين الذين اكتشفوا أجرامًا سماوية في جامعة هارفرد، ناسبًا الفضل كله لبيكرنغ فقط. على أي حال، في وقت نَشرْ فهرس دراير الثاني عام 1908، كانت فليمنغ وزميلاتها في مرصد كلية هارفرد مشهورات بما فيه الكفاية وتلقين تقديرًا لائقًا لاكتشافاتهن.
أُرجع الفضل أيضًا لفليمنغ باكتشاف أول نجم قزم أبيض:
«أول شخص عرفَ بوجود الأقزام البيض كان السيدة فليمنغ؛ الثاني، بعدها بساعة أو ساعتين، البروفيسور إدوارد بيكرنج وأنا. وبِسِمَتهِ الكريمة، تطوع بيكرنج ليُنظر لأطياف النجوم التي لاحظتُها لاختلاف المنظر النجمي عن طريق ألواح مرصد هارفرد. تبيّن أن كل هذه النجوم من الجرم المطلق الباهت هي من الصنف G أو ما يليه. حركني الفضول وسألته حول مُرافق نجم القيض 40. وكالمعتاد، مرة أخرى، اتصل مع السيدة فليمنغ التي ردت خلال ساعة، بأنها كانت من الصنف A». هنري نوريس راسل، مجلة علم الفلك.
نشرت فليمنغ اكتشافها لنجم القزم الأبيض عام 1910. تضمنت منشوراتها الأخرى البارزة دراسة تصويرية للنجوم المتغيرة (1907)، ولائحة لاكتشافها 222 نجمًا متغيرًا؛ وأطياف ومقادير تصويرية للنجوم في مناطق قياسية (1911).
توفيت بسبب ذات الرئة في بوسطن في 21 مايو عام 1911.

## التقدير
دعت فليمنغ علنًا النساء الأخريات في مجال العلوم في حديثها «مجالٌ لعمل النساء في علم الفلك» في المعرض العالمي في شيكاغو، إذ شجعت بشكل صريح توظيف المساعدات في مجال علم الفلك. أشار خطابها إلى أنها تؤيد الفكرة السائدة بأن النساء أدنى مرتبة، لكن شعرت بأنه، إذا أُعطين فرص أكبر، سيتمكن من أن يصبحن بمرتبة متساوية؛ بمعنى آخر، الاختلافات الجنسية في هذا المجال مبنية على أساس ثقافي أكثر مما هي مرتكزة على أساس بيولوجي.
في عام 1906، أصبحت عضوًا شرفيًا في الجمعية الفلكية الملكية في لندن، أول امرأة أمريكية تكرم بهذه الطريقة. بعدها بفترة قصيرة، عُيّنت زميلة شرفية في مجال علم الفلك في كلية ويليسلي. قبل وفاتها بوقت قصير كرمتها الجمعية الملكية في مكسيكو بميدالية غوادلوب ألميندارو لاكتشافها نجومًا جديدة.

### إرثها
كانت نساء حواسيب هارفرد مشهورات خلال حياتهن، لكنهن فقدن هذه الشهرة في القرن التالي. في عام 2015، ليندسي سميث زرول، أمينة مجموعة حزم ألواح هارفرد، كانت تعمل في فهرسة ورقمنة الألواح الفلكية لمشروع الوصول الرقمي للعصر الفلكي في هارفرد واكتشفت نحو 118 صندوقًا، يحتوي كل منها على 20 إلى 30 دفتر ملاحظات، يعود للنساء الحاسبات وعلماء فلك هارفرد الأوائل. أدركت أن أكثر من 2500 مجلد كانت خارج دائرة عملها في مشروع الوصول الرقمي، لكن أرادت أن ترى المادة المحفوظة فيها وجعلها قابلة للوصول. تواصلت سميث زرول مع أمناء مكتبة مركز هارفرد-سميثونيان للفيزياء الفلكية.
استجابة لذلك، أطلقت مكتبة ولباخ مشروع الحفاظ على بيانات وأبحاث هارفرد الأولى في علم الفلك. داينا بوكين، مديرة أمناء مكتبة ولباخ، شرحت أن الغاية هي إتاحة البحث عن النص الكامل الخاص بالدراسة: «إذا بحثت عن ويليمينا فليمنغ، لن تجد ذكرًا لها في كتاب منشور فقط، لكنك ستجد عملها».
في شهر يوليو من عام 2017، كشفت مكتبة ولباخ الخاصة بمركز هارفرد-سميثونيان للفيزياء الفلكية عن استعراض لعمل فليمنغ، من ضمنه السجل الحاوي على اكتشاف سديم رأس الحصان. تمتلك المكتبة عشرات المجلدات لعمل فليمنغ في مجموعة مشروع الحفاظ على بيانات وأبحاث هارفرد الأولى في علم الفلك.
بحلول شهر آب عام 2017، دُوّن نحو 200 مجلد من أصل أكثر من 2,500. من المتوقع أن يأخذ الأمر سنوات حتى يكتمل بشكل كلي. أُدرجت بعض دفاتر الملاحظات عن طريق موقع متطوعي سميثونيان الرقمي، الذي يشجع المتطوعين على إدراج هذه الدفاتر.

## روابط خارجية
- ويليمينا فليمنغ على موقع الموسوعة البريطانية (الإنجليزية)